# Theux
Theux is een plaats en gemeente in de provincie Luik, arrondissement Verviers in België. De gemeente telt bijna 12.000 inwoners.

## Kernen

### Deelgemeenten
| # | Naam    | Opp. (km²) | Inwoners (2020) | Inwoners per km² | NIS-code |
| - | ------- | ---------- | --------------- | ---------------- | -------- |
| 1 | Theux   | 37,02      | 6.597           | 178              | 63076A   |
| 2 | Polleur | 12,16      | 2.544           | 209              | 63076B   |
| 3 | La Reid | 34,29      | 2.871           | 84               | 63076C   |

## Overige kernen
Mont, Tancrémont, Oneux, Juslenville en Jehanster

## Demografische ontwikkeling

### Demografische evolutie voor de fusie
- Bron:NIS - Opm:1831 t/m 1970=volkstellingen op 31 december
- 1856: Afsplitsing van Pepinster in 1848

### Demografische ontwikkeling van de fusiegemeente
Alle historische gegevens hebben betrekking op de huidige gemeente, inclusief deelgemeenten, zoals ontstaan na de fusie van 1 januari 1977.
- Bronnen:NIS, Opm:1831 tot en met 1981=volkstellingen; 1990 en later= inwonertal op 1 januari

| Inwoners van jaar tot jaar op 1 januari 1992 tot heden | Inwoners van jaar tot jaar op 1 januari 1992 tot heden | Inwoners van jaar tot jaar op 1 januari 1992 tot heden |
| jaar                                                   | Aantal                                                 | Evolutie: 1992=index 100                               |
| ------------------------------------------------------ | ------------------------------------------------------ | ------------------------------------------------------ |
| 1992                                                   | 10.144                                                 | 100,0                                                  |
| 1993                                                   | 10.283                                                 | 101,4                                                  |
| 1994                                                   | 10.381                                                 | 102,3                                                  |
| 1995                                                   | 10.481                                                 | 103,3                                                  |
| 1996                                                   | 10.629                                                 | 104,8                                                  |
| 1997                                                   | 10.710                                                 | 105,6                                                  |
| 1998                                                   | 10.842                                                 | 106,9                                                  |
| 1999                                                   | 11.003                                                 | 108,5                                                  |
| 2000                                                   | 11.170                                                 | 110,1                                                  |
| 2001                                                   | 11.223                                                 | 110,6                                                  |
| 2002                                                   | 11.464                                                 | 113,0                                                  |
| 2003                                                   | 11.507                                                 | 113,4                                                  |
| 2004                                                   | 11.548                                                 | 113,8                                                  |
| 2005                                                   | 11.569                                                 | 114,0                                                  |
| 2006                                                   | 11.571                                                 | 114,1                                                  |
| 2007                                                   | 11.672                                                 | 115,1                                                  |
| 2008                                                   | 11.764                                                 | 116,0                                                  |
| 2009                                                   | 11.874                                                 | 117,1                                                  |
| 2010                                                   | 11.946                                                 | 117,8                                                  |
| 2011                                                   | 11.995                                                 | 118,2                                                  |
| 2012                                                   | 11.992                                                 | 118,2                                                  |
| 2013                                                   | 12.037                                                 | 118,7                                                  |
| 2014                                                   | 12.070                                                 | 119,0                                                  |
| 2015                                                   | 12.134                                                 | 119,6                                                  |
| 2016                                                   | 12.092                                                 | 119,2                                                  |
| 2017                                                   | 12.080                                                 | 119,1                                                  |
| 2018                                                   | 12.025                                                 | 118,5                                                  |
| 2019                                                   | 12.031                                                 | 118,6                                                  |
| 2020                                                   | 12.012                                                 | 118,4                                                  |
| 2021                                                   | 12.011                                                 | 118,4                                                  |
| 2022                                                   | 11.957                                                 | 117,9                                                  |
| 2023                                                   | 11.972                                                 | 118,0                                                  |
| 2024                                                   | 12.052                                                 | 118,8                                                  |
| 2025                                                   | 12.144                                                 | 119,7                                                  |

## Geschiedenis
In de Gallo-Romeinse tijd heette Theux "Tectis". Theux werd later de hoofdplaats van het Markgraafschap Franchimont. Dit was een heerlijkheid binnen het prinsbisdom Luik. Het domein van Theux werd in 898 door koning Zwentibold, koning van Lotharingen, aan de bisschop van Luik geschonken. In de twaalfde eeuw werd deze heerlijkheid het Markgraafschap Franchimont. Het Kasteel van Franchimont in Theux was de zetel van het markgraafschap.
Theux is vooral bekend vanwege het "zwarte marmer van Theux", een zeldzame lokale hardsteen die hier in de 16e, 17e en 18e eeuw werd gedolven en die vooral gebruikt werd voor grafmonumenten en andere beeldhouwwerken.
Bij de overstromingen van juli 2021 behoorde Theux tot de tien meest getroffen gemeenten.

## Bezienswaardigheden
- Kasteel van Franchimont
- Sint-Hermes-en-Alexanderkerk

### Galerij

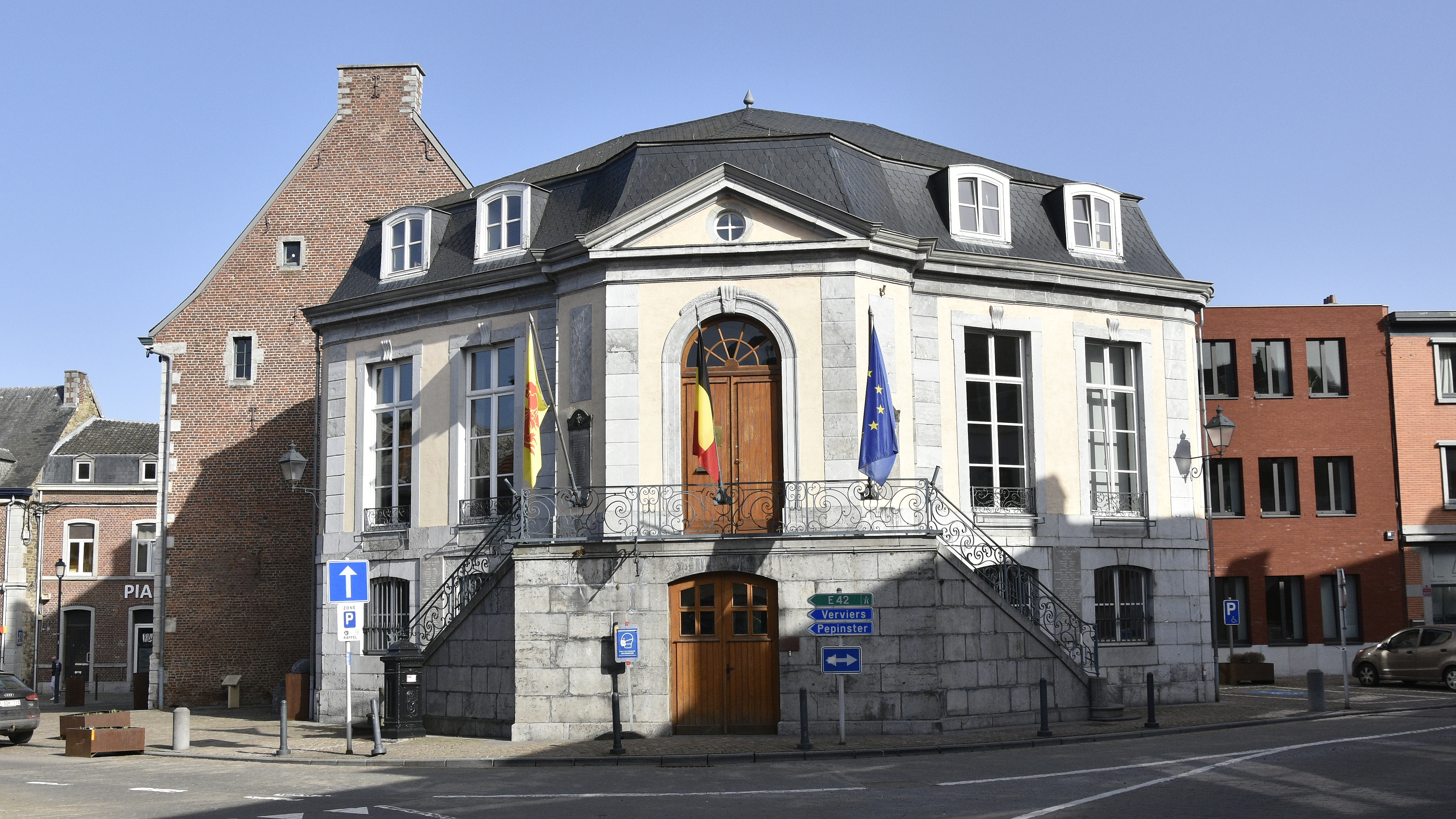
Gemeentehuis van Theux
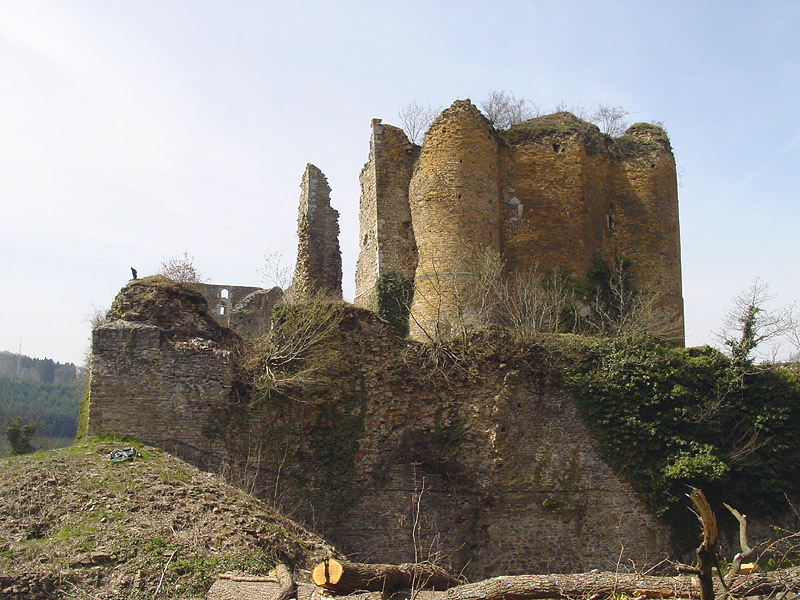
Ruïne van Kasteel Franchimont met de donjon en schildmuur
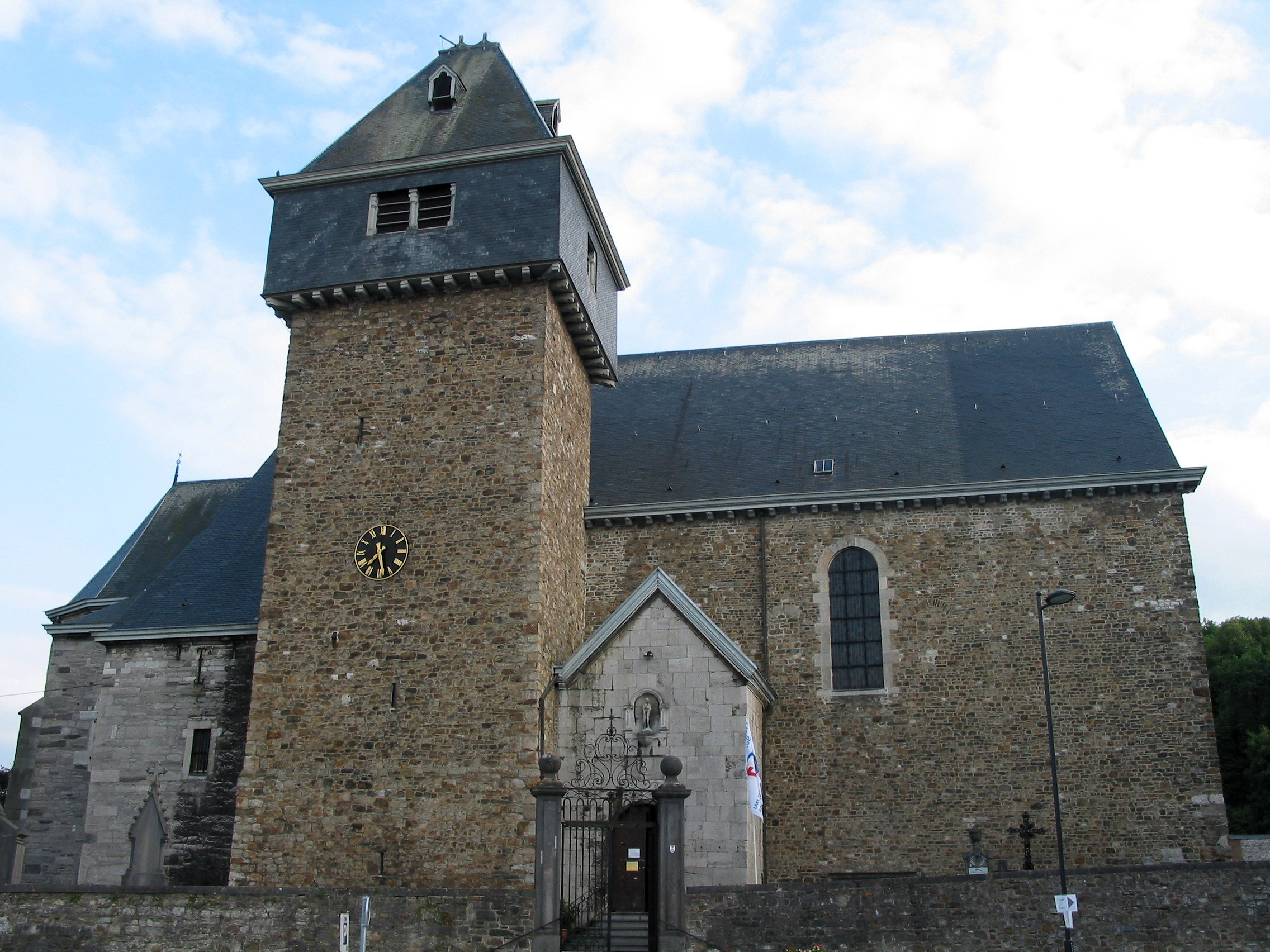
Sint-Hermes-en-Alexanderkerk
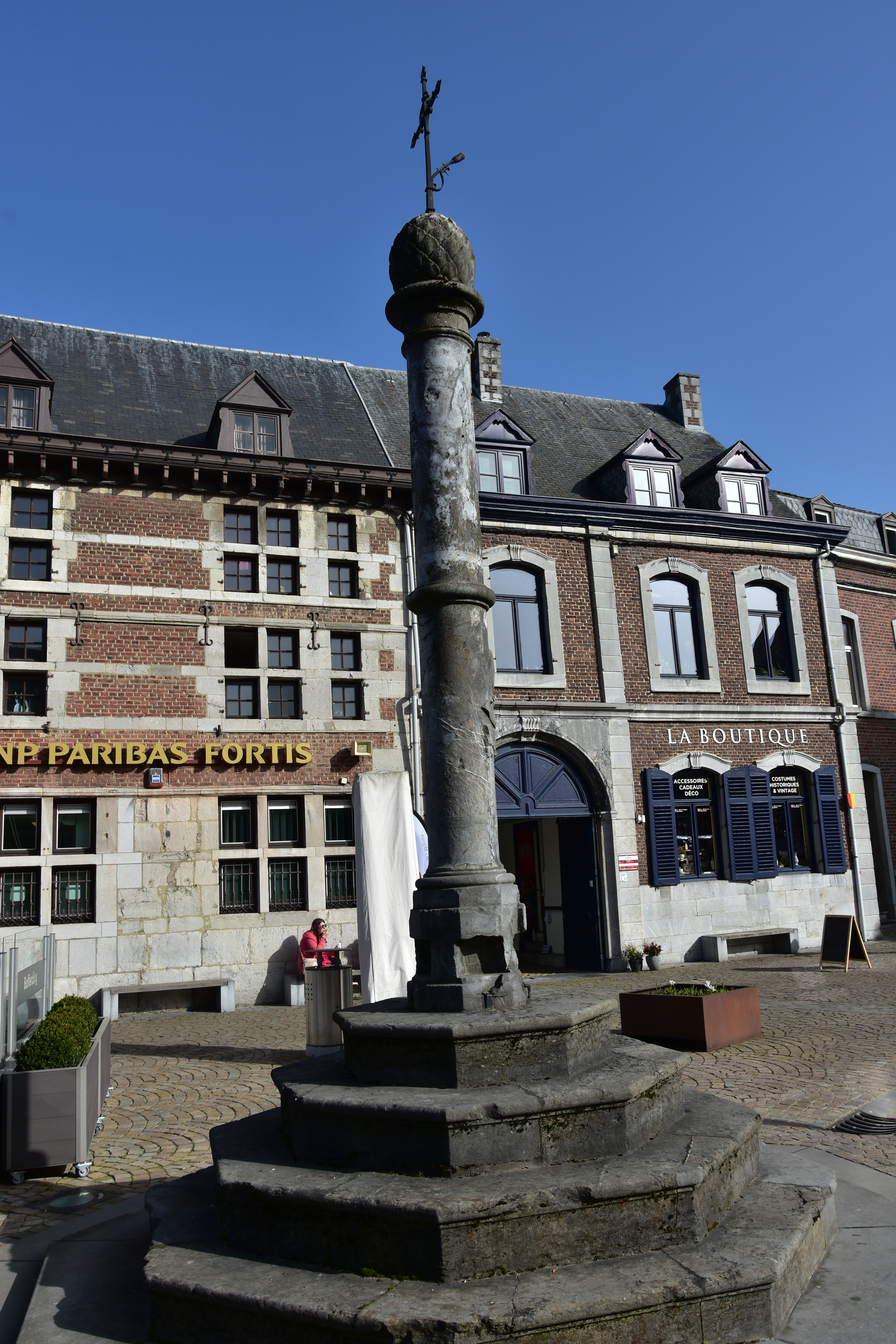
Perroen van Theux

## Verkeer en vervoer
In de gemeente ligt het Vliegveld Verviers-Theux.

### Wegen en snelwegen
Verschillende gewestwegen doen de gemeente aan. Dit zijn:
- De N62, die loopt van Beaufays via Theux naar de grens met Luxemburg.
- De N606, naar Stoumont.
- De N657, naar Verviers.
- De N666, Pepinster - Sougné-Remouchamps.

Ook is er een aansluiting op de autosnelweg A27, onderdeel van de Europese weg 42, via de N657.

## Bekende personen uit Theux
- Albert Rutten (1797-1851), senator

## Politiek

### Resultaten gemeenteraadsverkiezingen sinds 1976
| Partij                                   | 10-10-1976 | 10-10-1976 | 10-10-1982 | 10-10-1982 | 9-10-1988 | 9-10-1988 | 9-10-1994 | 9-10-1994 | 8-10-2000 | 8-10-2000 | 8-10-2006 | 8-10-2006 | 14-10-2012 | 14-10-2012 | 14-10-2018 | 14-10-2018 | 13-10-2024 | 13-10-2024 |
| Stemmen / Zetels                         | %          | 19         | %          | 21         | %         | 21        | %         | 21        | %         | 21        | %         | 21        | %          | 23         | %          | 23         | %          | 23         |
| ---------------------------------------- | ---------- | ---------- | ---------- | ---------- | --------- | --------- | --------- | --------- | --------- | --------- | --------- | --------- | ---------- | ---------- | ---------- | ---------- | ---------- | ---------- |
| PS1 / PS+2 / PS Plus3/ VTS4              | 34,31      | 6          | 25,791     | 5          | 21,671    | 5         | 24,871    | 5         | 31,641    | 7         | 26,561    | 5         | 22,542     | 5          | 20,223     | 4          | 10,804     | 1          |
| IFR                                      | 38,94      | 8          | 44,82      | 10         | 43,13     | 10        | 36,83     | 9         | 41,42     | 10        | 52,66     | 12        | 58,71A     | 14         | 45,10A     | 12         | 59,95A     | 15         |
| IC-PSC1 / PSC-IC2 / EC3 / EC-cdH4 / IFRA | 26,761     | 5          | 29,392     | 6          | 27,971    | 6         | 25,461    | 6         | 17,793    | 3         | 20,784    | 4         | 58,71A     | 14         | 45,10A     | 12         | 59,95A     | 15         |
| ECOLO1 / ECO-DC2/ Theux Demain3          | -          |            | 7,221      | 0          | 8,032     | 1         | -         |           | 9,151     | 1         | -         |           | 18,751     | 4          | 29,361     | 7          | 29,253     | 7          |
| ENT                                      | -          |            | -          |            | -         |           | 1,14      | 0         | -         |           | -         |           | -          |            | -          |            | -          |            |
| VTT                                      | -          |            | -          |            | -         |           | 3,67      | 0         | -         |           | -         |           | -          |            | -          |            | -          |            |
| PP                                       | -          |            | -          |            | -         |           | -         |           | -         |           | -         |           | -          |            | 5,32       | 0          | -          |            |
| Totaal stemmen                           | 5609       | 5609       | 6367       | 6367       | 6654      | 6654      | 7037      | 7037      | 7498      | 7498      | 8036      | 8036      | 8158       | 8158       | 8364       | 8364       | 8432       | 8432       |
| Opkomst %                                |            |            |            |            | 94,2      | 94,2      | 92,6      | 92,6      | 91,79     | 91,79     | 92,39     | 92,39     | 88,04      | 88,04      | 88,82      | 88,82      | 87,32      | 87,32      |
| Blanco en ongeldig %                     | 3,53       | 3,53       | 6,89       | 6,89       | 5,12      | 5,12      | 6,24      | 6,24      | 6,38      | 6,38      | 6,16      | 6,16      | 5,71       | 5,71       | 6,22       | 6,22       | 6,55       | 6,55       |

De vette getallen geven de gevormde bestuursmeerderheid weer. De grootste partij is in kleur.